# Dnyeperi vízerőmű
A Dnyeperi vízerőmű (ukránul: Дніпровська гідроелектростанція [Dnyiprovszka hidroelektrosztancija], oroszul: Днепровская гидроэлектростанция [Dnyeprovszkaja gidroelektrosztancija]), rövidítve DnyiproHESZ, vagy oroszul DnyeproGESZ Ukrajna legnagyobb vízerőműve, a Dnyepren létesült vízerőmű-rendszer ötödik tagja. Építése idején Európa legnagyobb ilyen létesítménye volt. Zaporizzsja városánál rekeszti el a Dnyeper folyó vizét.

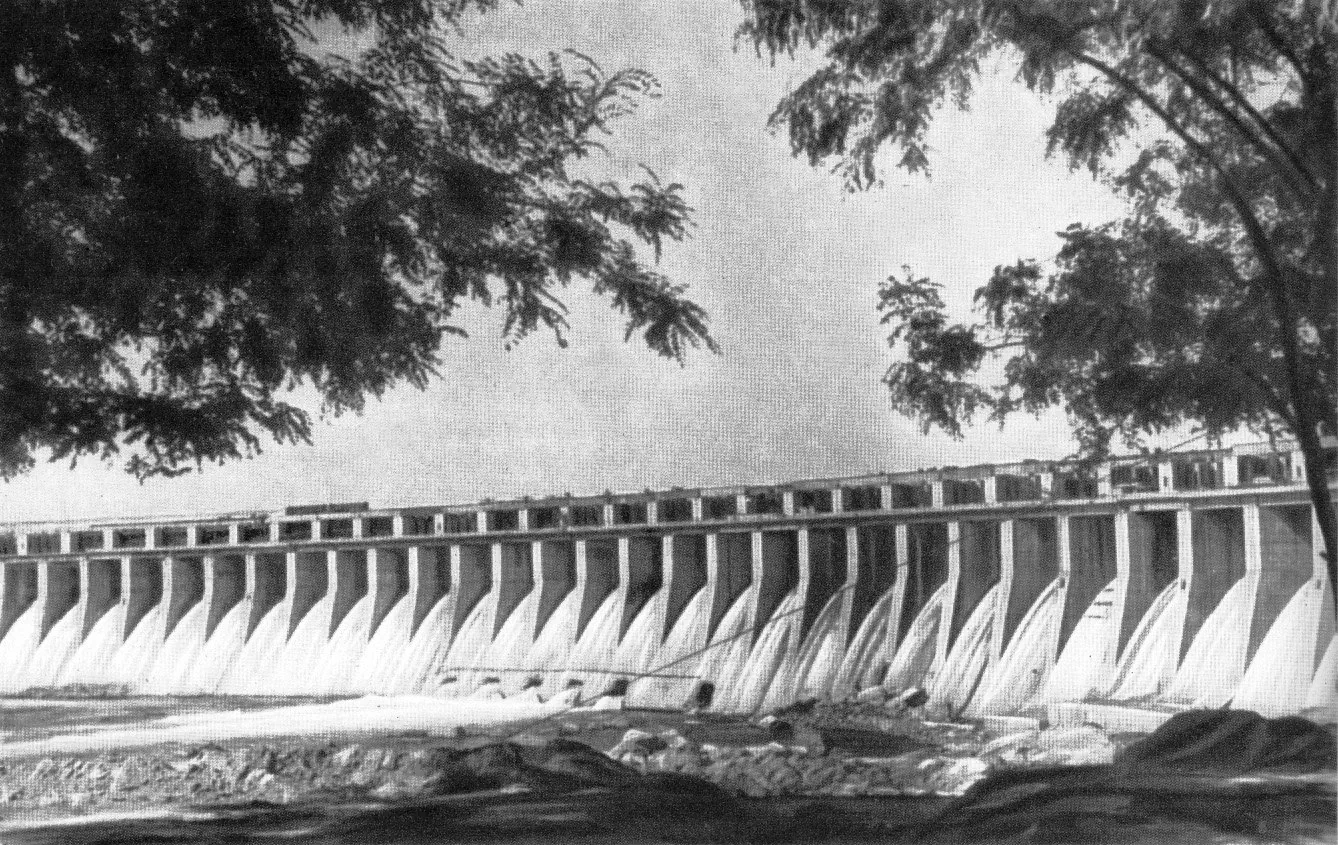
Az erőmű 1947-ben

Az erőmű építésére vonatkozó legkorábbi tervek 1905-ből származnak, de a gát építése már a 19. században felmerült annak érdekében, hogy a zúgók elárasztásával a Dnyeper egészét hajózhatóvá tegyék. A tervek egyikét Mohilko ukrán mérnök készítette. A végül megvalósult tervek a GOELRO (a Szovjetunió villamosítására vonatkozó terv) keretében készültek az 1920-as években, Ivan Alekszandrov professzor vezetésével, aki később a Goszplan (Állami Tervhivatal) vezetője lett. Az erőmű a környéken később létesített alumíniumkohók és acélgyár energiaellátását szolgálta.

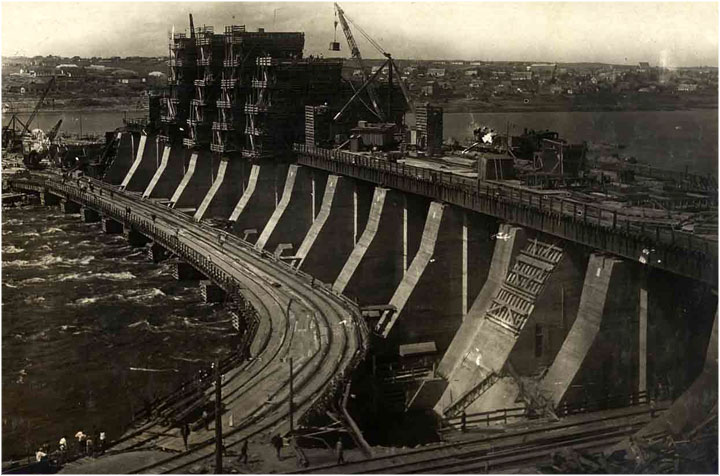
A építkezés 1930 körül

A szovjet iparosítás e zászlóshajójának építését kiterjedt propaganda kísérte. Lev Trockij 1926 elején a terv támogatójaként lépett fel a Politikai Bizottságban (PB). A Komszomol tagjai előtt tartott beszédében azt mondta:
Délen a Dnyeper a leggazdagabb iparvidékeken folyik keresztül, elpazarolva bámulatos erejét, ősi zúgókon játszadozik, arra várva, hogy szabályozzuk folyását, gátakkal megzabolázzuk, és kényszerítsük, hogy városokat világítson, gyárakat működtessen és szántóföldeket gazdagítson. És mi kényszeríteni fogjuk! 

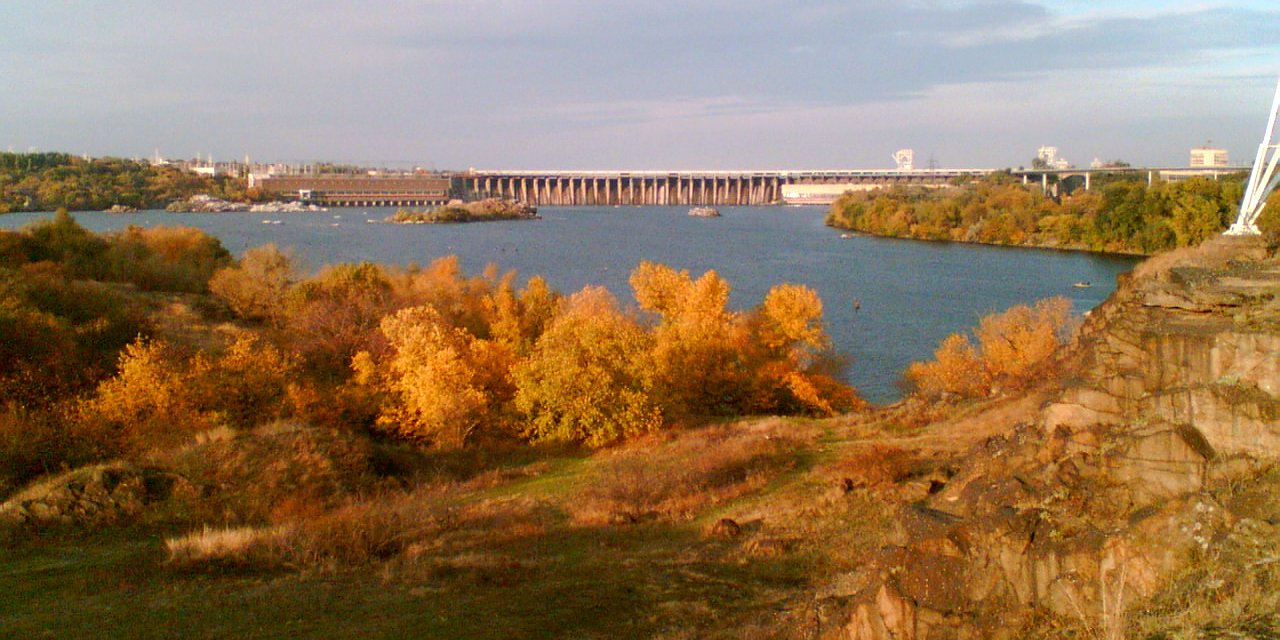
Az erőmű látképe napjainkban Horticja szigetéről

A gátat és a kapcsolódó épületeket Viktor Vesnyin és Nyikolaj Kolli konstruktivista építészek tervezték. Az építkezés 1927-ben kezdődött, az áramtermelés pedig 1932 októberében. 560 megawattos teljesítményével a legnagyobb erőmű lett a Szovjetunióban, és világviszonylatban is a legnagyobbak közé tartozott. Építésében amerikai szakértők is részt vettek. Az erőmű első öt óriási turbináját a General Electric gyártotta. A második ötéves terv keretében még négy hasonló teljesítményű, a leningrádi Elektroszila által gyártott generátort szereltek be.
Zaporizzsja, Krivij Rih és Dnyipro ipari központjainak fejlődését az itt termelt energia tette lehetővé. Olyan, rendkívül energiaigényes iparágak telepedtek meg a térségben, mint az alumíniumkohászat, amely létfontosságú volt a szovjet légierő számára.
A második világháborúban a stratégiai jelentőségű gátat és erőművet előbb 1941-ben , majd 1943-ban a visszavonuló szovjet, illetve német csapatok egyaránt felrobbantották. A gát súlyos károkat szenvedett, az erőmű épülete pedig szinte megsemmisült. 1944 és 1949 között mindkettőt újjáépítették, az energiatermelés csak 1950-ben indult újra. 1969 és 1980 között egy második erőmű is épült, ennek teljesítménye 828 MW.
Jelenleg a gát több mint 800 méter hosszú és 61 méter magas. 37 méterrel emeli meg a Dnyeper vizét, elárasztva a mögötte levő zúgókat, ezzel hajózhatóvá téve az egész folyót. A felduzzasztott víz mennyisége 33,3 köbkilométer. A Szovjetunió bukása után az erőművet privatizálták. Éves energiatermelése 3,64 milliárd kilowattóra. A gát egyike a folyón Zaporizzsjánál létesült két közúti átkelőnek.
2024. március 22-én reggel az orosz megszállók lőtték a Dnyeper vízerőművet. A Dneproges-II turbinacsarnoka teljesen megsemmisült, a szárakat tartó fémszerkezetek megsérültek. A gát átvizsgálása folyamatban van az esetleges átszakadás miatt.

## Fordítás
- Ez a szócikk részben vagy egészben  a   Dnieper Hydroelectric Station című angol Wikipédia-szócikk ezen változatának fordításán alapul.  Az eredeti cikk szerkesztőit annak laptörténete sorolja fel. Ez a jelzés csupán a megfogalmazás eredetét és a szerzői jogokat jelzi, nem szolgál a cikkben szereplő információk forrásmegjelöléseként.

## Külső hivatkozások
- Fényképek a gátról
- A GOERLO 85. évfordulójának emlékoldala (oroszul)
- Fényképek a gátról
- Fényképek a gátról
- A gát és környékének térképe